# Tarbosaurus: Nejmocnější z dinosaurů
Tarbosaurus: Nejmocnější z dinosaurů (angl. Tarbosaurus) je dokumentární trikový film vyprávějící o životě dravého dinosaura tarbosaura jménem Patch, žijícího v Jižní Koreji před 80 miliony let. Dokument je rozdělen na dvě části. První část pojednává o rodinném života mladého Patche, druhá část už pojednává jen o jeho životě a smrti. V dokumentu se kromě tarbosaura vyskytují i další rody dinosaurů, jako je Protoceratops, Therizinosaurus nebo Velociraptor. Ve filmu se objevují také ptakoještěři. 

## Zajímavosti a chyby v dokumentu
Pouze v Jižní Koreji jsou zkamenělé stopy ptakoještěrů. Rody Tarbosaurus, Protoceratops, Therizinosaurus, Velociraptor a Microraptor nežily v Koreji, ale na území současného Mongolska a Číny. Tarbosauři navíc žili až v období před asi 70 miliony let, tedy zhruba o 10 milionů let později, než udává film. Rovněž i 7 tunový stisk čelistí není vůbec správný, neboť Tyrannosaurus rex měl ve skutečnosti stisk asi 4 tuny. I výška teropoda Velociraptora je chybně uvedená, neboť Velociraptor dosahoval výšky 75 cm.